# Constantin III Lichoudès
Constantin III Lichoudès ou Leichoudès (en grec : Κωνσταντίνος Λειχούδης), mort le 9/10 août 1063, est patriarche de Constantinople du 2 février 1059 à sa mort au 9/10 août 1063.

## Biographie
Constantin Lichoudès fait partie sous le règne de Constantin IX Monomaque du cercle de lettrés qui conduisent les affaires et qui sont également à l'origine de la rénovation de l'université de Constantinople. Le proèdre Constantin est cependant écarté du pouvoir en 1050 par Jean le Logothète.
Il retrouve toutefois son influence sous le règne de l'empereur Michel VI, issu lui aussi de l'administration civile, et il fait partie des ambassadeurs envoyés par cet empereur négocier avec le général rebelle Isaac Comnène, représentant des militaires. Constantin Lichoudès est nommé patriarche le 2 février 1059 à la suite du décès de Michel Cérulaire, qui vit en exil depuis novembre 1058, par Isaac Ier Comnène qui, malade, songe à renoncer au trône.
Sous le règne de Constantin X Doukas, Constantin III Lichoudès revient aux affaires avec les autres lettrés jusqu'à sa mort le 9/10 août 1063. Il est remplacé par son ami Jean Xiphilin, l'ancien nomophylax (« gardien de la loi ») de l'école de droit. Son oraison funèbre est prononcée par Michel Psellos.